# USS Claxton (DD-571)
USS Claxton (DD-571) là một tàu khu trục lớp Fletcher được Hải quân Hoa Kỳ chế tạo trong Chiến tranh Thế giới thứ hai. Nó là chiếc tàu chiến thứ hai của Hải quân Mỹ được đặt theo tên Thomas Claxton, (1790-1813), một sĩ quan Hải quân Hoa Kỳ tử thương trong cuộc Chiến tranh 1812. Nó hoạt động cho đến hết Thế Chiến II, được cho xuất biên chế năm 1946, rồi được chuyển cho Cộng hòa Liên bang Đức năm 1959 và hoạt động như là chiếc Zerstörer 4 (D178) cho đến năm 1981, và cuối cùng được chuyển giao cho Hy Lạp để làm nguồn phụ tùng. Claxton được tặng thưởng danh hiệu Đơn vị Tuyên dương Tổng thống cùng tám Ngôi sao Chiến trận do thành tích phục vụ trong Thế Chiến II.

## Thiết kế và chế tạo
Claxton được đặt lườn tại xưởng tàu của hãng Consolidated Steel Corporation ở Orange, Texas vào ngày 25 tháng 6 năm 1941. Nó được hạ thủy vào ngày 1 tháng 4 năm 1942; được đỡ đầu bởi bà A. D. Bernhard; và nhập biên chế vào ngày 8 tháng 12 năm 1942 dưới quyền chỉ huy của Hạm trưởng, Trung tá Hải quân Herald F. Stout.

## Lịch sử hoạt động
Vào tháng 3 năm 1943, Claxton tuần tra ngoài khơi Casco Bay, Maine trong một giai đoạn ngắn, canh phòng khả năng chiếc thiết giáp hạm Đức Tirpitz xuất phát từ phía Na Uy. Sau một chuyến khứ hồi hộ tống vận tải đến Casablanca, Bắc Phi, nó khởi hành từ Charleston, South Carolina vào ngày 17 tháng 5 để gia nhập Hạm đội Thái Bình Dương.
Sau khi được huấn luyện tại Nouméa và Espiritu Santo từ ngày 12 tháng 6, Claxton hỗ trợ cho cuộc đổ bộ lên Rendova từ ngày 27 tháng 6 đến ngày 25 tháng 7, rồi gia nhập Hải đội Khu trục 23 để tham gia Chiến dịch quần đảo Solomon. Đội của nó đã tuần tra ngăn chặn tàu bè đối phương, bảo vệ tuyến đường vận chuyển tiếp liệu và binh lính Đồng Minh, bắn phá các căn cứ đối phương, hỗ trợ cho các cuộc đổ bộ, đối đầu với lực lượng tàu nổi và không quân đối phương.
Trong Trận chiến vịnh Nữ hoàng Augusta vào đêm 1-2 tháng 11, cùng bốn tàu tuần dương và bảy tàu khu trục khác, Claxton đã phóng ngư lôi tấn công để đẩy lui một lực lượng bốn tàu tuần dương và sáu tàu khu trục Nhật Bản tìm cách tấn công các tàu vận chuyển ngoài khơi đảo Bougainville, góp phần vào chiến thắng đánh chìm hai tàu đối phương và gây hư hại cho bốn chiếc khác. Sau đó nó kéo tàu khu trục Foote (DD-511) bị trúng ngư lôi, một trong năm tàu chiến Hoa Kỳ bị hư hại trong trận này, quay trở về vịnh Purvis, đến nơi vào ngày 4 tháng 11.
Đến ngày 25 tháng 11, trong Trận chiến mũi St. George, New Ireland, Claxton và bốn tàu khu trục khác đã đánh chặn một lực lượng năm tàu khu trục Nhật Bản, khi chúng tìm cách triệt thoái nhân sự hải quân từ Buka trở về Rabaul. Trong trận đánh đêm này, họ gây bất ngờ cho đối phương khi tấn công bằng ngư lôi, tiếp nối bằng đối đầu hải pháo, khiến ba tàu khu trục đối phương bị đánh chìm và một chiếc thứ tư bị hư hại, mà không bị tổn thất hay hư hại gì cho phía mình.
Vào ngày 4 tháng 2 năm 1944, đang khi bắn phá đồn điền Sarime trên đảo Bougainville, Claxton bị hư hại nặng phía đuôi tàu, có thể do hai quả đạn pháo cỡ trung. Cho dù bị hư hại với 15 người bị thương, nó vẫn hoàn tất nhiệm vụ bằng ba khẩu pháo trước mũi, trước khi quay về để sửa chữa tạm thời tại vịnh Purvis, và quay về vùng bờ Tây để sửa chữa triệt để. Nó quay trở lại khu vực chiến sự vào tháng 8, được phân công bảo vệ các tàu sân bay hộ tống tham gia cuộc chiếm đóng Palau vào tháng 9. Đi lên phía Bắc để tham gia vào việc tái chiếm Philippines, nó bảo vệ cho hoạt động của các Đội phá hoại dưới nước (UDT) khi họ chuẩn bị các bãi đổ bộ, rồi hộ tống và bắn pháo hỗ trợ trong chính cuộc đổ bộ diễn ra vào ngày 20 tháng 10. Trong một giai đoạn của trận Hải chiến vịnh Leyte, được biết dưới tên gọi Trận chiến eo biển Surigao vào đêm 24-25 tháng 10, nó hộ tống cho hàng thiết giáp hạm trong cuộc đụng độ vốn đã hầu như tiêu diệt Lực lượng phía Nam của Nhật Bản.
Tiếp tục hoạt động tuần tra tại vịnh Leyte để hỗ trợ lực lượng đổ bộ trên bờ, vào ngày 1 tháng 11, Claxton chịu đựng tổn thất năm người thiệt mạng và 23 người khác bị thương, đồng thời con tàu bị hư hại nghiêm trọng khi một máy bay tấn công cảm tử Kamikaze đã đâm vào và nổ tung trên mặt nước ngay sát cạnh mạn tàu. Thủy thủ trên tàu đã dùng đệm để bịt một lổ hống 5 ft × 9 ft (1,5 m × 2,7 m); sau đó, với các khoang nghỉ ngơi còn bị ngặp nước, nó sửa chữa các hư hỏng của chính mình trong khi cứu giúp 187 người sống sót từ tàu khu trục Abner Read (DD-526), một nạn nhân khác của Kamikaze.
Sau khi được sửa chữa tại Tacloban và đảo Manus, Claxton quay trở lại hoạt động trong vai trò bắn pháo hỗ trợ, tuần tra và hộ tống trong cuộc đổ bộ lên vịnh Lingayen từ ngày 9 đến ngày 18 tháng 1 năm 1945. Tiếp tục hoạt động tại Philippines, nó tiến hành bắn phá và bảo vệ cho các cuộc đổ bộ tại nhiều địa điểm ở Luzon và Mindanao cũng như tại Visaya trong suốt đầu tháng 5. Vào ngày 16 tháng 5, nó đi đến ngoài khơi Okinawa để làm nhiệm vụ cột mốc radar canh phòng và dẫn đường chiến đấu cho máy bay tiêm kích cho đến khi chiến tranh kết thúc. Vào ngày 6 tháng 6, hỏa lức phòng không của nó đã chống trả và đánh đuổi một tốp 12 máy bay đối phương có thể đang tìm cách tấn công tự sát.
Sau khi Nhật Bản đầu hàng, Claxton rời Okinawa vào ngày 10 tháng 9, về đến Washington, D.C. vào ngày 17 tháng 10 để tham dự lễ trao tặng danh hiệu Đơn vị Tuyên dương Tổng thống diễn ra hai ngày sau đó. Sau khi được đại tu tại New York, nó được xuất biên chế và đưa về lực lượng dự bị tại Charleston, South Carolina vào ngày 18 tháng 4 năm 1946.
Vào ngày 15 tháng 12 năm 1959, con tàu được chuyển cho Cộng hòa Liên bang Đức trong khuôn khổ Chương trình Trợ giúp tương hỗ. Nó hoạt động cùng Hải quân Đức như là chiếc Zerstörer 4 (D 178), cho đến khi được chuyển cho Hải quân Hy Lạp vào tháng 2 năm 1981, nơi con tàu cuối cùng được tháo dỡ để làm nguồn phụ tùng thay thế.

## Phần thưởng
Claxton được tặng thưởng danh hiệu Đơn vị Tuyên dương Tổng thống cùng tám Ngôi sao Chiến trận do thành tích phục vụ trong Thế Chiến II.